# Karangmaja
Karangmaja is een bestuurslaag in het regentschap Brebes van de provincie Midden-Java, Indonesië. Karangmaja telt 1789 inwoners (volkstelling 2010).